# Pool (Informatik)
Ein Pool ist in der Informatik eine Menge vorinitialisierter Ressourcen, die jederzeit einsatzbereit sind, statt bei Bedarf jedes Mal alloziert und danach wieder zerstört zu werden. Ein Client fordert ein Objekt des Pools an und führt auf dem zurückgegebenen Objekt Operationen aus. Ist der Client mit dem Objekt fertig, gibt er es an den Pool zurück, statt es zu zerstören.
Pooling kann in Situationen, in denen die Initialisierungskosten bzw. -zeiten von Instanzen einer Ressource hoch sind, aber deren gleichzeitige Anzahl gering, zu einer signifikanten Leistungssteigerung führen. Die Instanz einer Ressource im Pool kann in vorhersagbarer Zeit bezogen werden, während die Erzeugung neuer Instanzen (besonders übers Netzwerk) unterschiedlich lange dauern kann. Jedoch gelten die Vorteile meistens für Ressourcen, deren Initialisierungszeit hoch ist, etwa Datenbankverbindungen, Sockets oder Thread- und Grafikobjekte wie Fonts oder Bitmaps.

## Beispiele
- Ein Connection Pool ist ein Cache für Datenbankverbindungen.
- Ein Proxy-Pool ist ein Cache für Verbindungen zu Webservices.[1]
- Beim Speicherpool findet eine Vorbelegung gleich großer Speicherblöcke statt.
- Beim Druckerpool werden Druckaufträge automatisch unter Druckern verteilt.

## Entwurfsmuster
Entwurfsmuster sind bewährte Lösungsansätze für häufig auftretende Probleme, Pooling-Mechanismen sind Grundlage folgender Entwurfsmuster:
- Ein Thread-Pool dient der Abarbeitung von Tasks, üblicherweise aus einer Warteschlange, durch einen Pool aus Threads. Der Thread-Pool wird hierbei von einem Prozess-Scheduler verwaltet.
- Ein Objekt-Pool dient in der Imperativ-Objektorientierten-Softwareentwicklung dazu, ein Objekt mit veränderlichem Zustand zur späteren Wiederverwendung im Arbeitsspeicher zu halten.